# Troubelice
Troubelice (hanácky Tróbelce, německy Treublitz) jsou obec, která se nachází v okrese Olomouc v Olomouckém kraji. Jedná se o hanáckou obec ležící na severu Hornomoravského úvalu, přibližně 6 km severně od Uničova, 12 km východně od Mohelnice a 16 km jihovýchodně od Zábřeha. Žije zde přibližně 1 800 obyvatel.

## Název
Prvotní jméno vesnice asi znělo Trúbelce a bylo odvozeno od obecného trúbel – "tenká roura". Ves byla zřejmě pojmenována podle nějakých trubek přivádějících vodu, snad za účelem napájení dobytka.

## Historie
První písemná zmínka o obci pochází z roku 1334. Obec Troubelice byla v celé své historii neponěmčena, vždy v ní žilo české obyvatelstvo, na rozdíl od většiny okolních obcí.

## Pamětihodnosti
- Venkovský dům čp. 113
- Venkovská usedlost čp. 53

## Fotogalerie

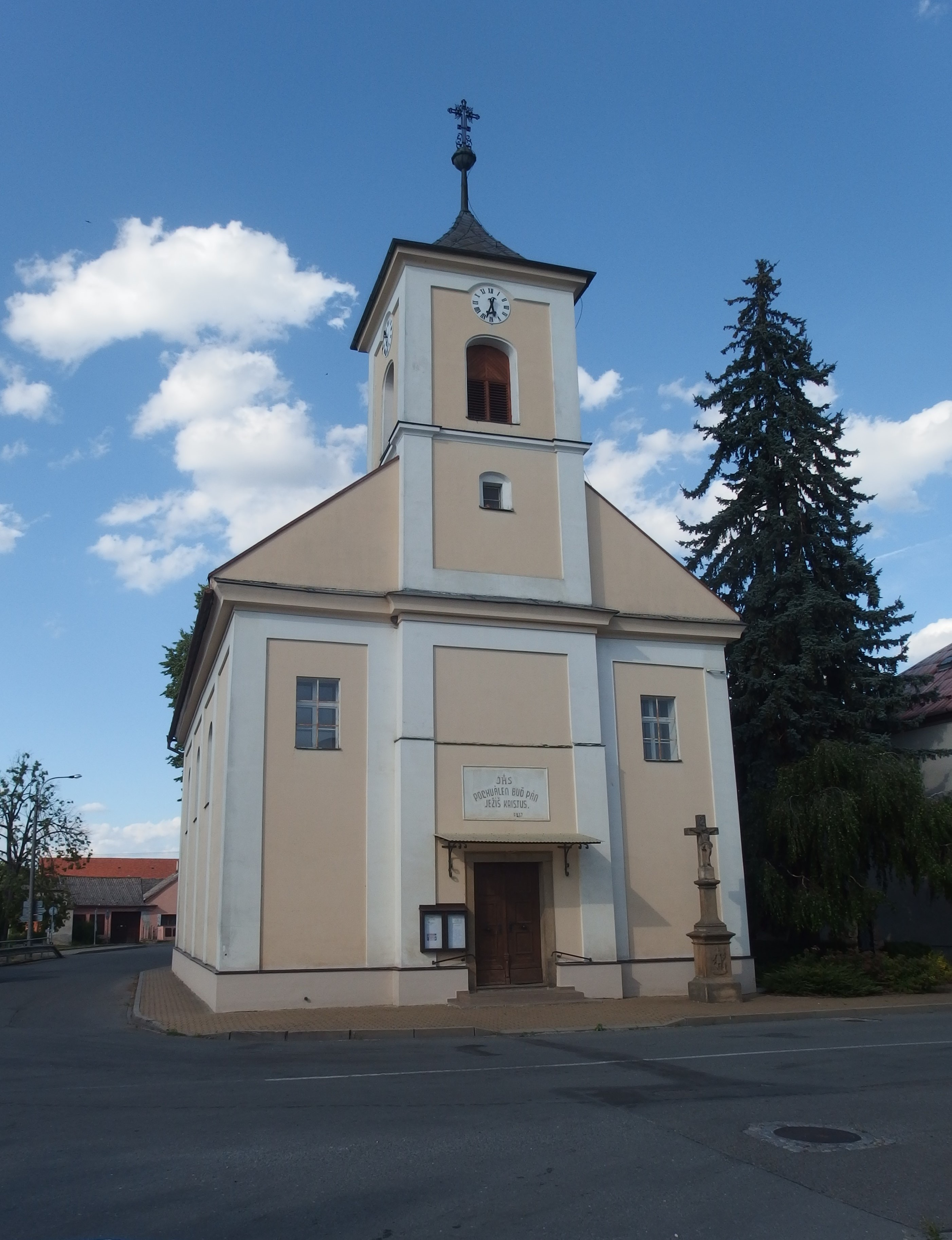
Kostel Navštívení Panny Marie z let 1842-1844
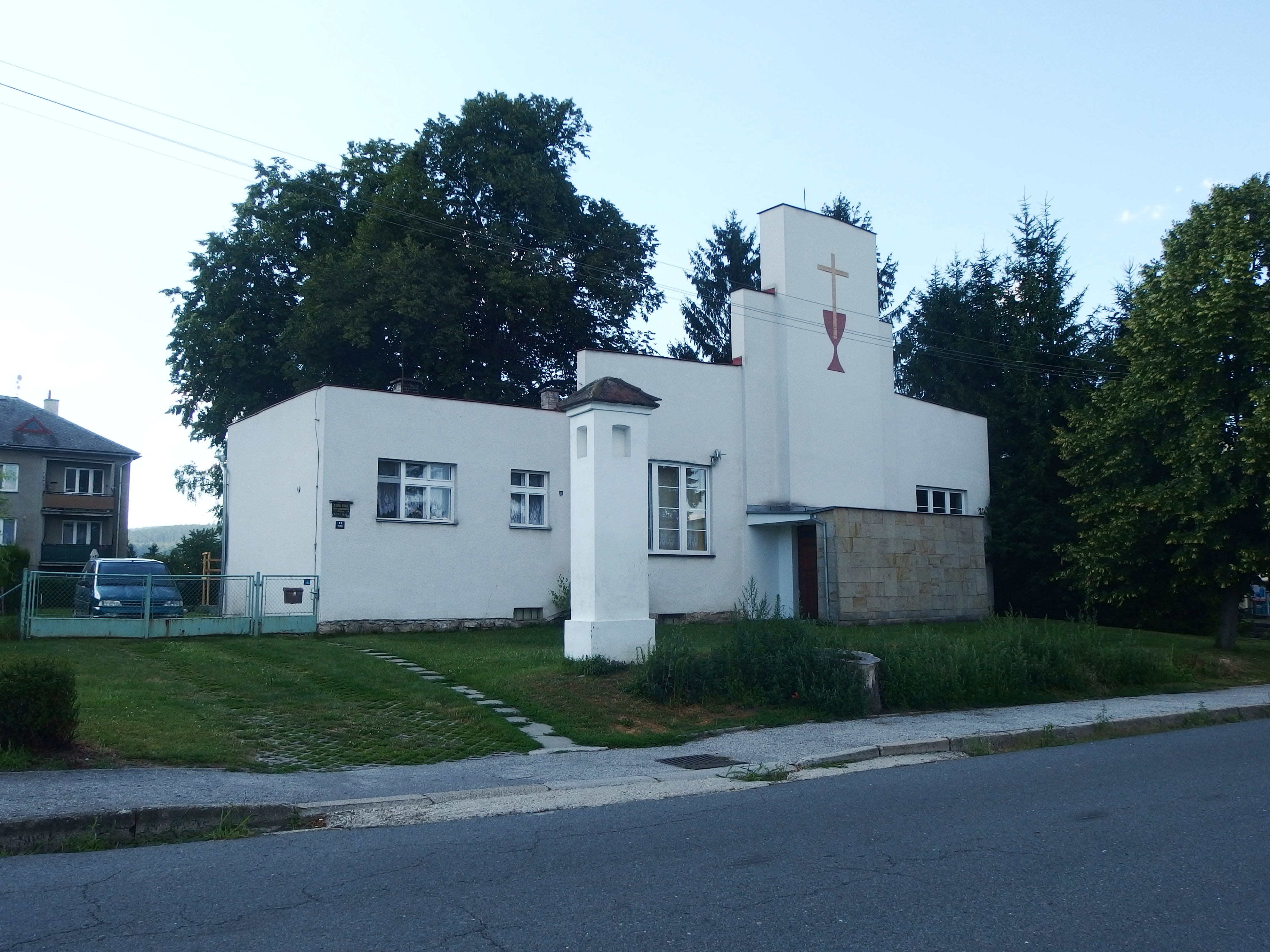
Husův sbor z r. 1953
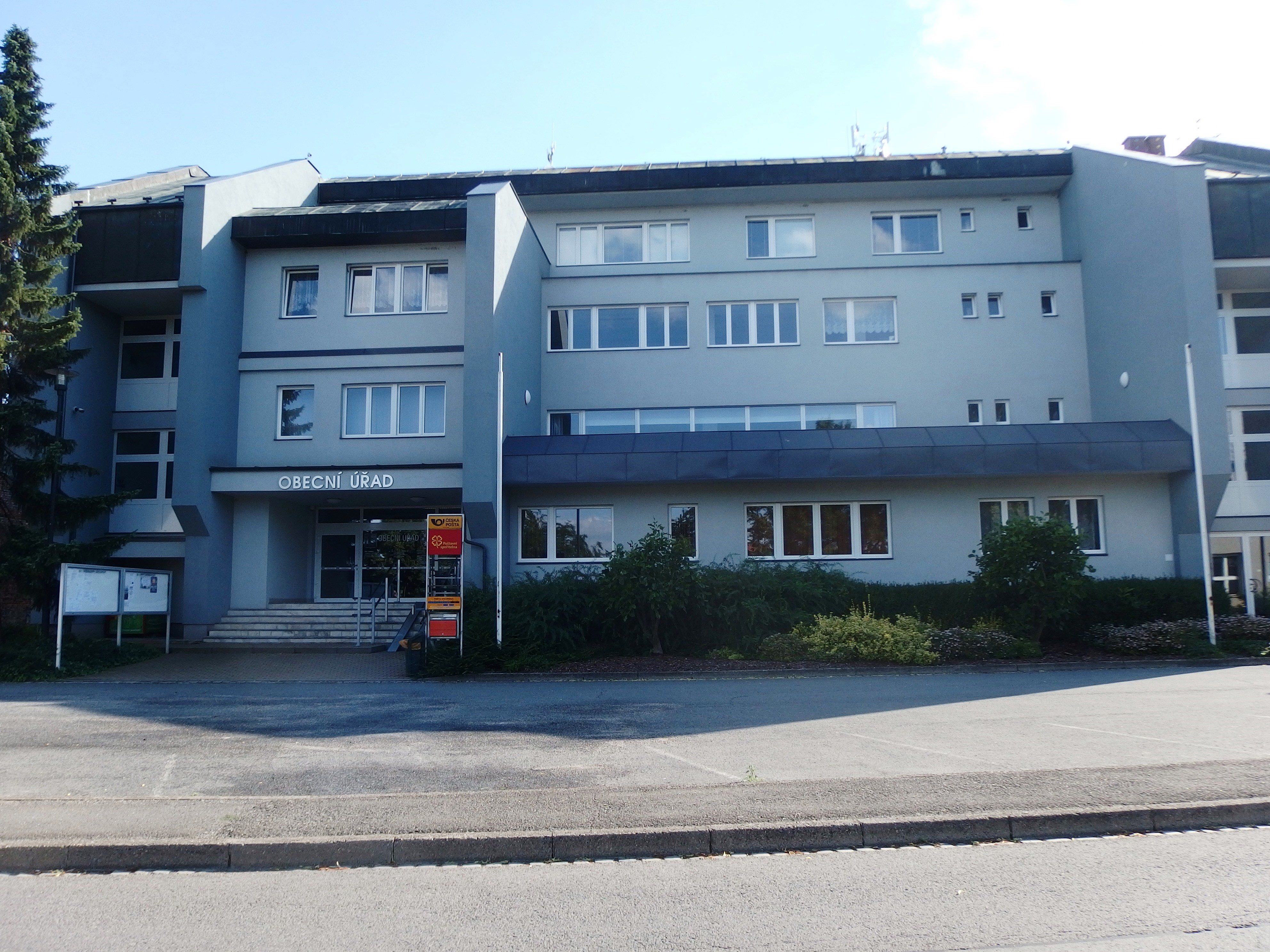
Obecní úřad
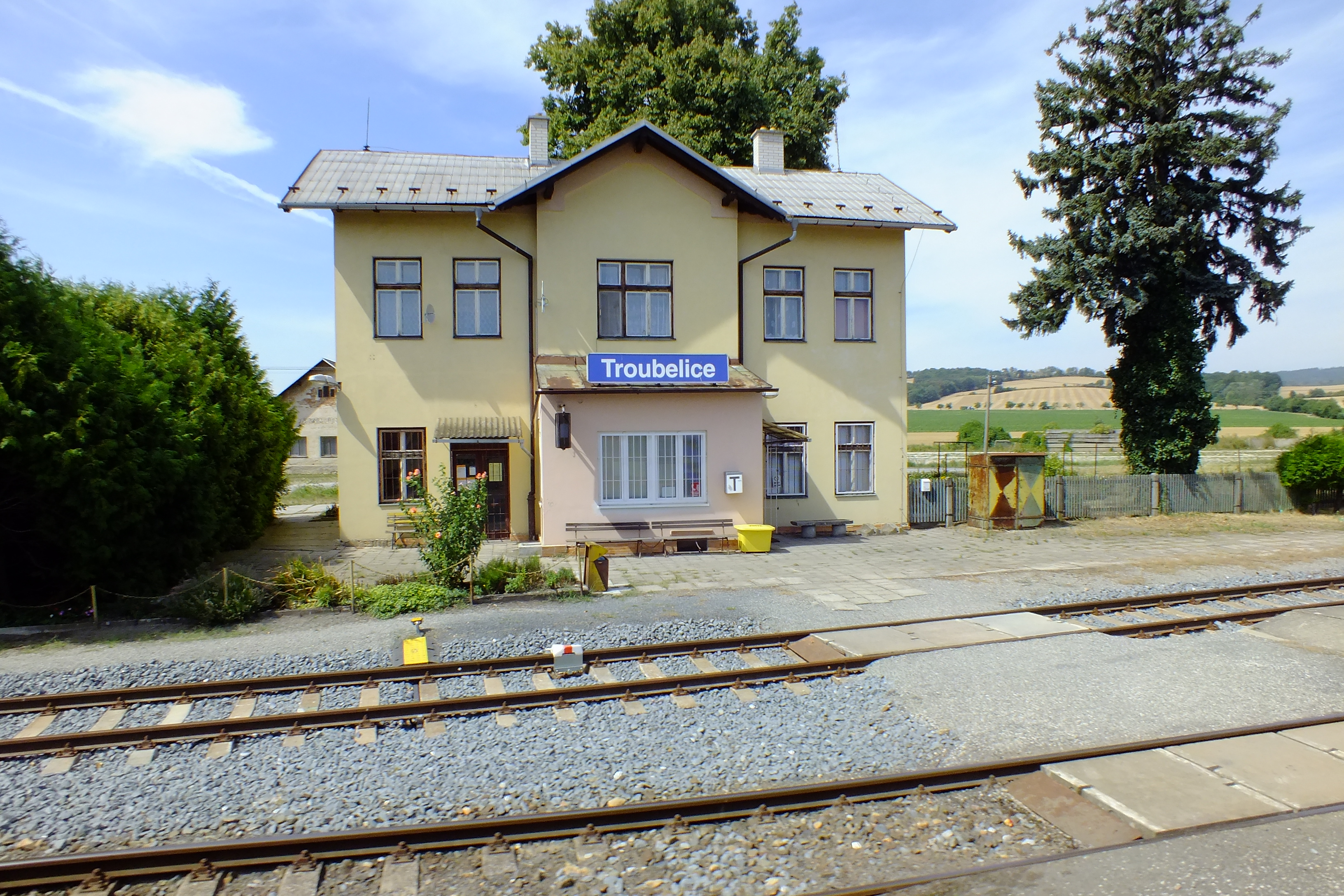
Železniční stanice

## Osobnosti
- Severin Joklík (1857–1915), lékař, starosta Kyjova
- Jan Poštulka (* 1949), fotbalista

## Části obce
- Troubelice
- Dědinka
- Lazce
- Pískov

Od 23. října 1976 do 23. listopadu 1990 k obci patřila i Nová Hradečná.